# NGC 2648

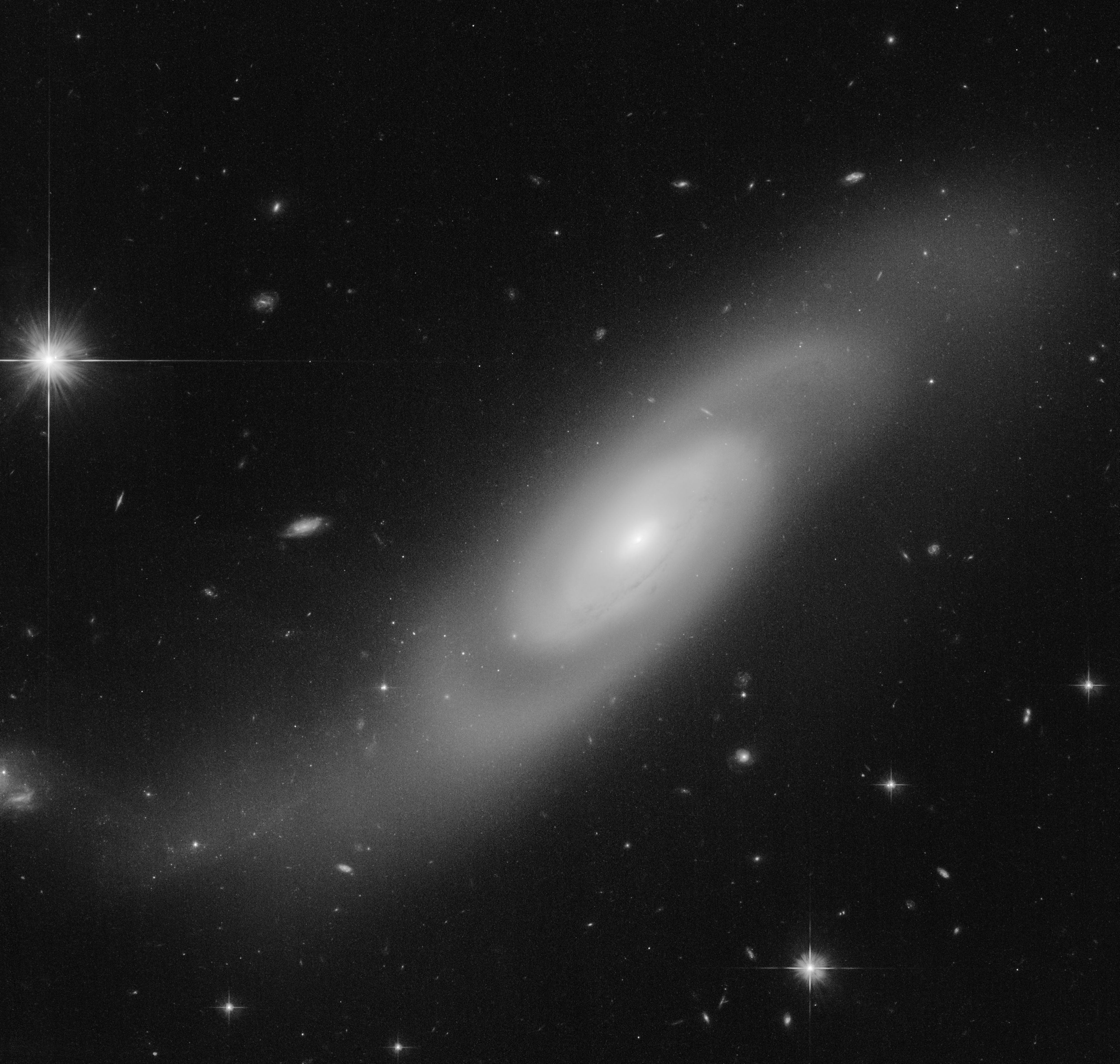
NGC 2648 par le télescope spatial Hubble.

NGC 2648 est une galaxie spirale située dans la constellation du Cancer. NGC 2648 a été découverte par l'astronome germano-britannique William Herschel en 1784.

## Caractéristiques
La classe de luminosité de NGC 2648 est I et elle présente une large raie HI.

### Distance
Sa vitesse par rapport au fond diffus cosmologique est de 2 451 ± 19 km/s, ce qui correspond à une distance de Hubble de 36,2 ± 2,6 Mpc (∼118 millions d'al).
À ce jour, trois mesures non basées sur le décalage vers le rouge (redshift) donnent une distance de 34,333 ± 0,231 Mpc (∼112 millions d'al), ce qui est à l'intérieur des valeurs de la distance de Hubble.
Les galaxies PGC 24469 et NGC 2648 sont désignées dans l'atlas de Halton Arp sous la cote Arp 89.

### Galaxie à la retraite
NGC 2648 est une galaxie à la retraite (en anglais « retired galaxy »). Une galaxie dont la formation d'étoiles a pratiquement cessé est dite passive. Cependant, certaines galaxies passives peuvent encore montrer de faibles raies d'émission semblables à celles des galaxies LINER. C'est ce qu'une équipe d'astronome composés de français et de brésiliens a découvert. C'est d'eux que vient le nom de galaxie à la retraite.